# Brooklyn Lee
Brooklyn Lee (va néixer l'1 de juny de 1989) és una actriu porno estatunidenca.
Brooklyn és originària d'Ohio. Lee va començar a treballar en un club nocturn a Boston, Massachusetts a l'edat de 18 anys. Es va mudar de Nova York a Los Angeles per unir-se a la indústria de videos eròtics.
Brooklyn va signar originalment amb la agència LA Direct Models el 2010.
Els membres del repartiment original de Revenge of the Nerds van aprovar el seu paper en la seva paròdia pornogràfica.
Lee va signar amb l'agència de Mark Spiegler, que té els drets de representació exclusius en el novembre de 2011.
Lee va aparèixer en el vídeo musical de Pink per "Raise Your Glass" el 2010 amb altres tres models de la agència LA Direct Models.

## Premis i nominacions
- 2012 AVN Award for Best New Starlet[6]
- 2012 AVN Award for Best All-Girl Group Sex Scene in Cherry 2
- 2012 AVN Award for Most Outrageous Sex Scene in American Cocksucking Sluts
- 2012 AVN Award for Best Oral Sex Scene in American Cocksucking Sluts
- 2012 AVN Award for Best Sex Scene in a Foreign-Shot Production in Mission Asspossible
- 2012 XRCO Award for Orgasmic Oralist
- 2012 TLA Raw Award for Best Female Newcome